# Virgem de Montserrat
Nossa Senhora de Monserrat ou Virgem Negra de Montserrat (em catalão, Mare de Déu de Montserrat, que significa "Mãe de Deus do Monte Serreado") é uma imagem de Maria, a mãe de Jesus Cristo, localizada no Mosteiro de Montserrat, no município de Monistrol de Montserrat, na província de Barcelona, na Catalunha, na Espanha. É conhecida popularmente como La Moreneta ("A Morenita", em catalão).
A Virgem de Montserrat foi a primeira imagem mariana a receber a coroação canónica em Espanha, em 1881.

## La Moreneta
Com exceção do rosto e das mãos de Maria e do Menino, a imagem é dourada. A carnação é negra, o que lhe deu o apelido popular de La Moreneta. Tem sido associada ao grupo das chamadas virgens negras, que se espalhou amplamente pela Europa românica e cujo significado tem sido alvo de vários estudos, sendo a coloração negra geralmente atribuída ao fumo das velas. 
Em 2001, restauradores ao serviço do governo observaram que as mãos e o rosto negros de La Moreneta, ao longo dos séculos, sofreram uma mudança de cor. Eles atribuem essa alteração — de um tom mais claro para preto — quer à exposição prolongada ao fumo das velas, quer a uma reação química provocada por um verniz usado como selante de tinta. A estátua foi repintada de preto por sucessivas gerações de restauradores. Uma série de testes, incluindo raios X, revelou a cor original da estátua e também mostrou que a última repintura ocorreu no final do século XVIII ou no início do século XIX. Embora a escultura seja predominantemente do século XII, tanto o Menino Jesus como as mãos atuais da Virgem são um acréscimo do século XIX.
Em Espanha existem outras virgens negras conhecidas como "morenas", como a Nossa Senhora de Guadalupe (Cáceres) e a Nossa Senhora da Candelária (Tenerife).

## Lenda
Segundo a lenda, a imagem teria sido construída por São Lucas e levada ao seu atual local, o Montserrat, na Catalunha, por São Pedro no ano 50. No século VIII, durante a invasão muçulmana da Península Ibérica, teria sido escondida por devotos numa caverna. A imagem teria sido reencontrada somente no ano 880, por um grupo de crianças. Um bispo teria, então, tentado levá-la para a cidade de Manresa, mas a imagem teria se tornado pesadíssima, impedindo seu translado. O bispo teria interpretado o fato como um milagre e como um sinal de que a imagem deveria permanecer no local. Teria, então, sido construído o Mosteiro de Santa Maria de Montserrat no local, para abrigar a imagem. 

## Estudos científicos
Estudos científicos indicam que a imagem foi esculpida no século XII.

## Padroeira da Catalunha
Em 1881, Nossa Senhora de Monserrate se tornou a padroeira oficial da Catalunha.

## Veneração em outros locais
Da Catalunha, o culto a Nossa Senhora do Monte Serrat se espalhou para outros pontos do globo. Dessa forma, ela se tornou, também, a padroeira das cidades de Cotia, Salto e Santos, no estado de São Paulo, no Brasil.
- As atenções para a santa em Santos foram evidenciadas em 1614, quando soldados holandeses invasores estavam subindo o morro de São Jerônimo em direção à capela, construída em homenagem à santa, onde o povo da cidade refugiava-se em oração à Virgem, quando ocorreu um desmoronamento que acabou por soterrar os atacantes e induziu os invasores a abandonarem a cidade. O fato motivou, em 1954, uma deliberação da Câmara Municipal, que declarou, Nossa Senhora do Monte Serrat, a padroeira oficial da Cidade, promovendo a coroação da santa no dia 8 de setembro de 1955.[6]

- Nossa Senhora do Monte Serrat é também a Padroeira da cidade de Salto, no interior de São Paulo, onde há um monumento em homenagem à Santa. Trata-se do 4º maior monumento religioso do Brasil atrás do de Santa Rita de Cássia no Rio Grande do Norte, do Cristo Redentor no Rio de Janeiro e do Cristo Luz em Santa Catarina. Também é padroeira da cidade de Santos neste mesmo estado.

- Ela também é padroeira da Igreja de Nossa Senhora do Monte Serrat, em uma cidade pequena do interior do Piauí chamada Buriti dos Montes, a uns 250 quilômetros da capital Teresina, onde os festejos da padroeira ocorrem entre os dias 10 a 20 de julho. Todos os anos acontece, nesse período, uma festa grandiosa na cidade, onde vários fiéis do Brasil inteiro vão participar das festas. Essa cidade é pouco conhecida.

- Também é padroeira da cidade de Caiapônia, no Estado de Goiás, sendo sua data comemorada no dia 15 de agosto. A devoção chegou a esta cidade na época em que ela se chamava Rio Bonito (em 1913) através do padre espanhol José Senabre Sanromán. Ele, todos os dias, rezava uma missa em louvor à santa e o povo rio-bonitense se apaixonou por Nossa Senhora com o título de Monte Serrat e sonhava em adquirir uma imagem dela para ser colocada na capela. Foi quando a zeladora da igreja, conhecida por Maria do Júlio, perguntou ao padre por que ele não encomendava uma réplica da imagem da virgem de Monte Serrat. Ele disse que achava difícil, pois ela teria de vir da Europa e não ficava barato, mas dona Maria se prontificou em conseguir o dinheiro para a compra da imagem e o padre José Senabre se convenceu. O povo de Rio Bonito ficou eufórico com a notícia e ajudou o padre com suas doações. Com o dinheiro adquirido, ele encomendou a imagem, que veio da Espanha até o Rio de Janeiro de navio, de Santos para São Paulo de trem de ferro, de São Paulo para Uberaba de carro, de Uberaba/MG para Itumbiara/GO, naquela época santa Rita do Parnaíba, de cargueiro e até Rio Bonito de carro de boi. Viajou durante mais de três meses e, assim, no dia 25 de dezembro de 1913, festividade do Natal, deu-se um dos fatos mais importantes da história de Caiapôniaː a chegada da bela e artística imagem da senhora de Monte Serrat.

- Nossa Senhora do Monte Serrat é também padroeira da Paróquia e Santuário da Diocese de Valença, no Estado do Rio de Janeiro. São quase duzentos anos de devoção à bela imagem portuguesa, distinta das demais que se conhecem. O Curato e Paróquia de Nossa Senhora do Mont Serrat, situado na localidade de mesmo nome na cidade de Comendador Levy Gasparian - RJ, foi criado há 61 anos, mas o belo templo que abriga a imagem da augusta Senhora do Mont Serrat, data de 1857 — com registros de uma pequena capela próxima, ainda mais antiga. Os fiéis da localidade nunca deixaram de lado a devoção à Virgem, o que leva fiéis de diversas cidades vizinhas à procura do templo e da Virgem em vista de orações e milagres que são alcançados mediante a fé. Por esta procura, o então bispo diocesano de Valença dom Rodolpho das Mercês de Oliveira Pena criou o Santuário de Nossa Senhora do Mont Serrat nesta localidade no ano de 1957, erigindo-o canonicamente ao dia 8 de setembro do mesmo ano. A Igreja dedicada à Virgem está bem situada, à margem do antigo Caminho Novo das Minas Gerais e da também extinta Rodovia União Indústria (Rio X Juiz de Fora), o que fazia, da localidade, um ponto de referência e de parada esplendoroso à fé e ao descanso dos viajantes. Com a construção da nova rodovia (atual BR-040 - Rio-Brasília), a localidade foi perdendo seu potencial, mas nunca deixou de viver intensamente a fé e a devoção à Virgem. Hoje, ainda à margem da antiga rodovia e à frente da esplendorosa pedra de Paraibuna, a capela e a devoção fazem jus ao título da padroeira. Muitos são os que procuram, em aventuras, subir a pedra, que presenteia a todos com uma bela e magnânima visão das serras, vales e montes da região. Na comemoração do aniversário de 60 anos de fundação da Paróquia de Nossa Senhora do Mont Serrat, como marco do momento, em meio às celebrações solenes, a comunidade, crianças, jovens, adultos e idosos se mobilizaram à proposta do pároco padre Welder de Carvalho Silva de subirem a famosa pedra e, lá do alto, participarem da Santa Missa e Consagração solene à Virgem do Mont Serrat. Dando ênfase aos festejos, que acontecem sempre no dia 8 de setembro, o mesmo pároco, com o apoio da comunidade, criou a peregrinação a pé ao Santuário de Mont Serrat, levando os fiéis a uma experiência de fé, devoção e busca da misericórdia, com ele a caminhar também com os fiéis. Embora a fé do povo não tenha se perdido, a Igreja de Mont Serrat precisa urgentemente de ajuda para sua restauração. Boa parte das características originais do templo se foram, fato que, esforçada e vagarosamente, estão sendo revertidos pelo empenho dos fiéis e dos devotos. Ocorrem missas todos os domingos às 8 horas e todo dia 8 de cada mês a partir das 17 horas, com adoração e bênção do santíssimo, missa e novena de Nossa Senhora do Mont Serrat.
- Nossa Senhora do Montserrat também é a padroeira de uma igreja na cidade de Porto Alegre/RS, situada no bairro de mesmo nome. A Paróquia Nossa Senhora do Montserrat foi fundada em 1963 e até hoje se encontra em ativa na comunidade.

## Oração
"Ó clementíssima Virgem Maria, minha soberana e Mãe augusta Senhora do Monte Serrat, venho lançar-me no seio de vossa misericórdia, e pôr desde agora e para sempre a minha alma e meu corpo debaixo da vossa salvaguarda e da vossa bendita proteção.
Confio-vos e entrego nas vossas mãos todas as minhas esperanças e consolações, todas as minhas penas e misérias, bem como o curso e o fim da minha vida, para que por vossa intercessão e por vossos merecimentos, todas as minhas ações se dirijam e se disponham segundo a vontade de vosso divino Filho Nosso Senhor Jesus Cristo, e que minha alma depois dessa vida possa alcançar a salvação eterna.
Ó Maria concebida sem pecado, rogai por nós que recorremos a Vós.
Nossa Senhora do Monte Serrat, rogai por nós. Amém."

## Comemorações
A Prefeitura Municipal de Santos organiza, em conjunto com a Mitra Diocesana de Santos, os festejos em homenagem a N. Sra. do Monte Serrat, no período de 24 de agosto a 8 de setembro, com quermesse e shows musicais no Monte Serrat e duas procissões, a descida da Imagem da Santa em 24 de agosto e a Renovação da Consagração da Cidade a Nossa Senhora do Monte Serrat, com o retorno da Imagem, no dia 8 de setembro, Dia da Padroeira.